# Lijst van tekenfilms van Tom en Jerry
Dit is een lijst van tekenfilms van Tom en Jerry.

## Film

### 1940-1958; films van Metro-Goldwyn-Mayer
1. Puss Gets the Boot
2. The Midnight Snack
3. The Night Before Christmas
4. Fraidy Cat
5. Dog Trouble
6. Puss 'n' Toots
7. The Bowling Alley Cat
8. Fine Feathered Friend
9. Sufferin' Cats
10. The Lonesome Mouse
11. The Yankee Doodle Mouse
12. Baby Puss
13. The Zoot Cat
14. The Million Dollar Cat
15. The Bodyguard
16. Puttin' on the Dog
17. Mouse Trouble
18. The Mouse Comes to Dinner
19. Mouse in Manhattan
20. Tee for Two
21. Flirty Birdy
22. Quiet Please!
23. Springtime for Thomas
24. The Milky Waif
25. Trap Happy
26. Solid Serenade
27. Cat Fishin'
28. Part Time Pal
29. The Cat Concerto
30. Dr. Jekyll and Mr. Mouse
31. Salt Water Tabby
32. A Mouse in the House
33. The Invisible Mouse
34. Kitty Foiled
35. The Truce Hurts
36. Old Rockin' Chair Tom
37. Professor Tom
38. Mouse Cleaning
39. Polka-Dot Puss
40. The Little Orphan
41. Hatch Up Your Troubles
42. Heavenly Puss
43. The Cat and the Mermouse
44. Love That Pup
45. Jerry's Diary
46. Tennis Chumps
47. Little Quacker
48. Saturday Evening Puss
49. Texas Tom
50. Jerry and the Lion
51. Safety Second
52. Tom and Jerry in the Hollywood Bowl
53. The Framed Cat
54. Cue Ball Cat
55. Casanova Cat
56. Jerry and the Goldfish
57. Jerry's Cousin
58. Sleepy-Time Tom
59. His Mouse Friday
60. Slicked-up Pup
61. Nit-witty Kitty
62. Cat Napping
63. The Flying Cat
64. The Duck Doctor
65. The Two Mouseketeers
66. Smitten Kitten
67. Triplet Trouble
68. Little Runaway
69. Fit to be Tied
70. Push-Button Kitty
71. Cruise Cat
72. The Dog House
73. The Missing Mouse
74. Jerry and Jumbo
75. Johann Mouse
76. That's My Pup
77. Just Ducky
78. Two Little Indians
79. Life with Tom
80. Puppy Tale
81. Posse Cat
82. Hic-cup Pup
83. Little School Mouse
84. Baby Butch
85. Mice Follies
86. Neapolitan Mouse
87. Downhearted Duckling
88. Pet Peeve
89. Touché, Pussy Cat!
90. Southbound Duckling
91. Pup on a Picnic
92. Mouse for Sale
93. Designs on Jerry
94. Tom and Cherie
95. Smarty Cat
96. Pecos Pest
97. That's My Mommy
98. The Flying Sorceress
99. The Egg and Jerry - CinemaScope-remake van Hatch Up Your Troubles
100. Busy Buddies
101. Muscle Beach Tom
102. Downbeat Bear
103. Blue Cat Blues
104. Barbecue Brawl
105. Tops with Pops - CinemaScope-remake van Love That Pup
106. Timid Tabby
107. Feedin' the Kiddie - CinemaScope-remake van The Little Orphan
108. Mucho Mouse
109. Tom's Photo Finish
110. Happy Go Ducky
111. Royal Cat Nap
112. The Vanishing Duck
113. Robin Hoodwinked
114. Tot Watchers

### 1961-1962; films van Rembrandt Films
1. Switchin' Kitten
2. Down and Outing
3. It's Greek to Meow
4. High Steaks
5. Mouse Into Space
6. Landing Stripling
7. Calypso Cat
8. Dicky Moe
9. The Tom and Jerry Cartoon Kit
10. Tall in the Trap
11. Sorry Safari
12. Buddies Thicker Than Water
13. Carmen Get It!

### 1963-1967; films van MGM Animation Visual Arts
1. Penthouse Mouse
2. The Cat Above and the Mouse Below
3. Is There a Doctor in the Mouse?
4. Much Ado About Mousing
5. Snowbody Loves Me
6. The Unshrinkable Jerry Mouse
7. Ah-sweet Mouse-story of Life
8. Tom-ic Energy
9. Bad Day at Cat Rock
10. The Brothers Carry-Mouse-Off
11. Haunted Mouse
12. I'm Just Wild About Jerry
13. Of Feline Bondage
14. The Year of the Mouse
15. The Cat's Me-Ouch!
16. Duel Personality
17. Jerry, Jerry, Quite Contrary
18. Jerry-Go-Round
19. Love Me, Love My Mouse
20. Puss 'n' Boats
21. Filet Meow
22. Matinee Mouse
23. The A-Tom-Inable Snowman
24. Catty Cornered
25. Cat and Dupli-cat
26. O-Solar Meow
27. Guided Mouse-ille
28. Rock 'n' Rodent
29. Cannery Rodent
30. The Mouse from H.U.N.G.E.R.
31. Surf-Bored Cat
32. Shutter Bugged Cat
33. Advance and Be Mechanized
34. Purr-Chance to Dream

## Tekenfilms voor de televisie

### The New Tom and Jerry/Grape Ape Show
1. "No Way, Stowaways" / "The Ski Bunny" / "Stay Awake or Else..."
2. "No Bones About It" / "An Ill Wind" / "Beach Bully"
3. "Mammoth Manhunt" / "The Wacky World of Sports" / "Robin Ho Ho"
4. "Safe But Not Sorry" / "Gopher Broke" / "The Super Bowler"
5. "Tricky McTrout" / "The Tennis Menace" / "Cosmic Cat and Meteor Mouse"
6. "Castle Wiz" / "Grim and Bear It" / "The Flying Sorceress"
7. "The Kitten Sitters" / "Termites Plus Two" / "Planet Pest"
8. "The Hypochondriac Lion" / "Give 'Em the Air" / "The Egg and Tom and Jerry"
9. "Watch Out, Watch Dog" / "The Super Cyclists" / "The Police Kitten"
10. "The Outfoxed Fox" / "Towering Fiasco" / "The Lost Duckling"
11. "Beanstalk Buddies" / "Two Stars are Born" / "Son of Gopher Broke"
12. "The Sorcerer's Apprentices" / "Hold That Pose" / "The Supercape Caper"
13. "Chickenrella" / "Double Trouble Crow" / "Jerry's Nephew"
14. "See Dr. Jackal and Hide!" / "Planet of the Dogs" / "The Campout Cutup"
15. "Triple Trouble" / "The Bull Fighters" / "Cruise Kitty"
16. "It's No Picnic" / "Big Feet" / "The Great Motorboat Race"

### The Tom and Jerry Comedy Show
1. "A Connecticut Mouse in King Arthur's Court"
2. "Cat in the Fiddle"
3. "Farewell Sweet Mouse"
4. "Get Along Little Jerry"
5. "Gopher it, Tom"
6. "Heavy Booking"
7. "Invasion of the Mouse Snatchers"
8. "Jerry's Country Cousin"
9. "Kitty Hawk Kitty"
10. "Mechanical Failure"
11. "No Museum Peace"
12. "Most Wanted Cat"
13. "New Mouse in the House"
14. "When the Rooster Crows"
15. "Superstocker"
16. "Under the Big Top"
17. "The Trojan Dog"
18. "The Puppy Sitters"
19. "The Plaid Baron Strikes Again"
20. "Mouse Over Miami"
21. "The Great Mousini"
22. "Pie in the Sky"
23. "Stage Struck"
24. "Spike's Birthday"
25. "Snow Brawl"
26. "School for Cats"
27. "Say What?"
28. "The Incredible Shrinking Cat"
29. "Save That Mouse"
30. "Pied Piper Puss"

## Tekenfilms van Turner Entertainment / Warner Brothers
1. The Mansion Cat
2. The KarateGuard